# Gemma di Goriano Sicoli
Gemma (San Sebastiano dei Marsi, 1375 circa – Goriano Sicoli, 12 maggio 1426?) è stata una vergine reclusa. Il suo culto come santa fu approvato da papa Leone XIII nel 1890.

## Biografia
Originaria di San Sebastiano dei Marsi, si trasferì presto con la famiglia a Goriano Sicoli. Mentre pascolava, fu notata dal conte di Celano che tentò di sedurla, ma lei lo respinse con tanta fermezza da spingere il nobile a far erigere una cella presso la chiesa di San Giovanni Battista con una finestrella da cui la giovane poteva assistere alla messa: Gemma vi visse da vergine reclusa conducendo vita di penitenza per 43 anni, fino alla morte.

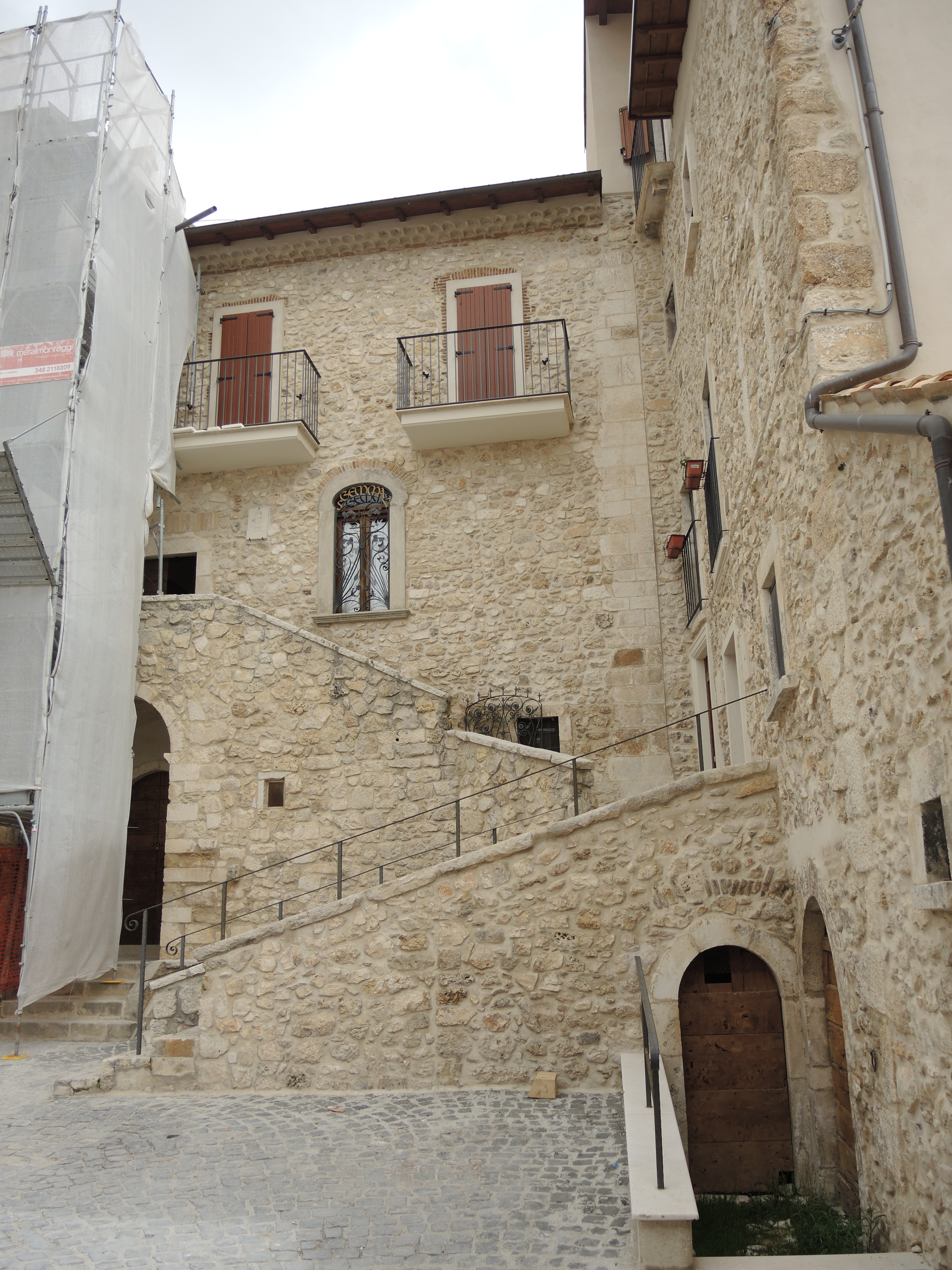
Casa di Santa Gemma a Goriano

Si deve aggiungere, in dubbio sulla esistenza stessa di Santa Gemma Vergine, che la sua agiografia ricalca fedelmente componimenti poetici notevolmente in uso nel medioevo, denominati appunto "Pastorelle" e che si sviluppano nella trama proprio in stessi dialoghi tra il cavaliere od il principe a cavallo e la pastorella incontrata al pascolo, ritenuta il più delle volte donna di bassa estrazione sociale e facilmente sedotta.
Morendo a Goriano Sicoli, frequentando la chiesa di San Francesco, oggi la sua casa è stata musealizzata, e nelle immediate vicinanze fu eretto un santuario, dedicato alla santa.

## Il culto
Dopo un anno dalla morte, il vescovo di Sulmona procedette all'esumazione e alla ricognizione canonica del suo corpo, trovandolo prodigiosamente conservato.
Il culto tributato ab antiquo alla santa vergine reclusa fu confermato da papa Leone XIII il 28 aprile 1890.
Il suo elogio si legge nel Martirologio romano al 12 maggio.